# Aptychella tenuiramea
Aptychella tenuiramea là một loài Rêu trong họ Sematophyllaceae. Loài này được (Mitt.) Tixier mô tả khoa học đầu tiên năm 1977.